# Gary Collins (Basketballspieler)
Gary Collins ist ein ehemaliger US-amerikanisch-österreichischer Basketballspieler.

## Laufbahn
Collins spielte bis 1977 am Amherst College im US-Bundesstaat Massachusetts. Anschließend wechselte der zwei Meter messende Flügelspieler nach Österreich. Dort spielte er bis 1982 bei UBLV Tyrolia Wien, anschließend zwischen 1982 und 1984 beim BK Klosterneuburg. 1983 und 1984 wurde er mit den Niederösterreichern Staatsmeister, 1983 wurde der mittlerweile eingebürgerte Collins erstmals in Österreichs Nationalmannschaft berufen, für die er insgesamt elf Länderspiele bestritt.
Von 1984 bis 1986 war Collins Spieler des UBSC Wien, von 1986 bis 1988 von Union Sefra Tyrolia Wien sowie zwischen 1988 und 1991 abermals des BK Klosterneuburg. In den Spielzeiten 1988/89 sowie 1989/90 wurde er mit Klosterneuburg erneut österreichischer Meister.
Bereits in seiner ersten Saison als Basketballspieler in Österreich lernte Collins seine spätere Ehefrau kennen, die vier gemeinsame Kinder gebar. Er ließ sich mit seiner Familie in Wien nieder.